# Домислув
Домислув (пол. Domysłów, нім. Dannenberg) — село в Польщі, у гміні Волін Каменського повіту Західнопоморського воєводства.
Населення — 189 осіб (2011).
У 1975-1998 роках село належало до Щецинського воєводства.

## Демографія
Демографічна структура станом на 31 березня 2011 року:
|          | Загалом | Допрацездатний вік | Працездатний вік | Постпрацездатний вік |
| -------- | ------- | ------------------ | ---------------- | -------------------- |
| Чоловіки | 95      | 8                  | 77               | 10                   |
| Жінки    | 94      | 22                 | 53               | 19                   |
| Разом    | 189     | 30                 | 130              | 29                   |